# Carinotetraodon travancoricus
Carinotetraodon travancoricus är en fiskart som först beskrevs av Hora och Nair 1941.  Carinotetraodon travancoricus ingår i släktet Carinotetraodon och familjen blåsfiskar. IUCN kategoriserar arten globalt som sårbar. Inga underarter finns listade.